# 허휘수
허휘수(1993년~)는 대한민국의 안무가이며, 미디어 기업 소그노의 대표였다.

## 약력
- 2014 아프리카 세네갈 한국 문화 교류 공연
- 2014 베트남 하노이 하룽베이 한국 문화 교류 공연
- 2016 아프리카 세네갈 한국 문화 교류 공연
- 2016 Wanna family, Rize,Hufs dovy 공연게스트쇼
- 2017 동방배틀 게스트쇼
- 2017 국립극장 별오름관 댄타지아 공연(크리에이터 및 댄서)
- 2017. 아프리카 세네갈 주한국대사관 초청 한국 문화교류 공연
- 2017 The Union vol.14 게스트쇼
- 2017 세계문자심포지아 공연[3]
- K-POP ALIVE - project team Whistle Choreo
- 2020 SWOP - team Eldorado, team White[4]

## 수상
- 2013 KBL 댄스/보컬 콘테스트 우승
- 2016 The Union ASIA 한국 대표 선발전 퍼포먼스 부문 우승
- 2016 Dance with Y 준우승
- 2017 Hiphop International 퍼포먼스 대학부분 한국선발전 우승

## 저서
- 《당연한 것을 당연하지 않게: 유별난 여성이 아니라 온전한 내가 되기까지》. 알에이치코리아. 2021년. ISBN 978-89-255-8893-3